# کوئرنمور
کوئرنمور (به انگلیسی: Quernmore) یک روستا و محله مدنی در بریتانیا است که در لنکستر واقع شده‌است. کوئرنمور ۵۶۷ نفر جمعیت دارد.